# Lou Diamond Phillips
Lou Diamond Phillips (született Lou Diamond Upchurch) (Subic Bay USA haditengerészeti támaszpont, Olongapo, Zambales, Fülöp-szigetek, 1962. február 17. –) amerikai filmszínész.
Lou Diamond Upchurch néven született, 1962. február 17-én. Apja egy skót, ír és cseroki-indián származású tengerész, Gerald Upchurch volt, fiát a második világháborús hős, Leland 'Lou' Diamond után kereszteltette. Anyja, a filippínó, hawaii, japán és spanyol származású Lucita volt, mostohaapja George Phillips. Lou Diamond Phillips karrierje során több mint ötven filmben működött közre, nem említve a színpadi és egyéb szerepeket.

## Életrajz
A texasi Corpus Christie-ben felnőtt Phillips már általános iskolásként komoly érdeklődést mutatott a színészkedés iránt, saját maga által írt vicces kis jeleneteket adott elő társainak. A középiskola elvégzése után a szintén texasi Arlington Egyetem dráma-szakán szerzett diplomát, ahol mentora Adam Roarke volt. Eközben színpadi színészként és rendező-asszisztensként dolgozott, továbbá filmtechnikát tanított.
Pár jelentéktelen mellékszerep és negatív karakterek megformálása után a nagy áttörést az 1987-ben bemutatott zenés életrajzi film, a La Bamba főszerepe hozta meg számára, mely máig is az egyik legismertebb és legkedveltebb filmjei közé tartozik. A filmmel járó világhírt (tehetségén kívül) a véletlennek köszönhette: Eredetileg ugyanis Ritchie Valens bátyjának, Bob Morales-nek a szerepét pályázta meg. A próbafelvételek során viszont olyan nagy hatást tett a producerekre, hogy 500 másik jelentkező közül rá esett a választás.
A tragikus sorsú, tini rock 'n' roll-legenda eljátszása után hamar jött a következő, Mutasd meg, ki vagy! című film, ami Amerikában szintén hangos sikert aratott, a közönség és a kritikusok körében is. Angel szerepéért Independent Spirit Award-ot kapott és Golden Globe-díjra is jelölték.
A vadnyugat fiai (1988) című westernben Jose Chavez Y Chavez, a késforgató mexikói indián szerepében tűnt fel, mely Billy a kölyök és bandája kalandjairól szólt, a további főbb szerepekben Emilio Estevez, Kiefer Sutherland és Charlie Sheen volt látható. Kisebb sikert könyvelt el azonban az 1989-es akciófilm, a Renegátok, melyet a jóbaráttá lett Sutherland-del forgatott. Az 1990-ben bemutatott A vadnyugat fiai II című filmben is szerepelt, ahol a szereplőgárda William Petersennel és a kezdő Christian Slaterrel bővült ki, de feltűnt a folytatásban James Coburn és Viggo Mortensen is.
Phillips 1996-ban szerepet kapott A bátrak igazsága című drámában, ahol Denzel Washington, Meg Ryan és Matt Damon voltak a partnerei. A korrupt katona szerepéért megkapta a Blockbuster Entertainment Awardot. 1998-ban John Woo akció-vígjátékában, a Robbanófejekben Cisco-t játszotta, és azóta is főként az akció műfajában, és krimikben láthattuk viszont.
2006-os emlékezetes szerepe a Bermuda-háromszög rejtélyében volt, ahol Meno Palomá-t alakította, de az évek során olyan sorozatokban is felbukkant, mint a 24, Jack és Bobby vagy a Gyilkos Számok.
Legutóbb visszatért a világot jelentő deszkákhoz és az Egy becsületbeli ügy eredeti színpadi változatában (Sorkin: Becsületbeli ügy) aratott sikert, Jessep ezredes (eredetileg Jack Nicholson) szerepében.

## Érdekességek
- Lou Diamond Phillips ereiben csupán 1/8 rész indián vér csörgedez
- Bár számtalanszor hangoztatta, sokan a mai napig azt hiszik, ő maga énekelt a La Bamba-ban, nem pedig a Los Lobos énekese, David Hidalgo
- Gitáron sem játszik, csak a szerep kedvéért gyakorolta be a szükséges akkordokat; azokat viszont olyan lelkiismeretesen, hogy végül a sok gyakorlástól már véreztek az ujjai
- A vadnyugat fiai forgatása közben szert tett egy cseroki vértestvérre
- A vadnyugat fiai II-ben Chavez és Arkansas-i Dave verekedős jelenetét (ahol Dave megsebesíti őt) azért vették bele a filmbe, mert Phillips lovasbalesetet szenvedett az egyik jelenet alkalmával, és karját be kellett gipszelni
- Nagy hobbija az írás, vagy fél tucat filmjének maga írta a forgatókönyvét
- Esélyes volt David Duchovny szerepére az X-Aktákban
- Húszas évei óta nagy pókerjátékos, olyan hírességeket lát ilyenkor vendégül otthonában, mint például Brad Pitt és George Clooney

## Magyar filmográfia
- El Cortez – Ördögi hármas (2006)
- A Bermuda-háromszög rejtélye (2005)
- Pokoli száguldás (2005)
- Gyilkosság a bázison (2004)
- Felejthetetlen (2004)
- A remény ösvénye (2004)
- Vörös vizeken (2003)
- Hollywoodi őrjárat (2003)
- Absolon – Vírus a jövőből (2003)
- Kasszafúrás technozenére (2002)
- Sorsforduló (2001)
- Magányos hős (2001)
- A 666-os út (2001)
- Akasztófajáték (2000)
- Halálnemek (2000)
- Szupernóva (2000)
- Denevérek (1999)
- Kell egy csapat (1999)
- Börtönpalota (1998)
- Még egy nap a paradicsomban (1998)
- Robbanófejek (1998)
- A bátrak igazsága (1996)
- Boulevard (1994)
- Végső bosszú (1994)
- Ősi bosszú (1994)
- Teresa tetkója (1994)
- Veszélyes érintés (1994)
- S.I.S. az extrém igazság (1993)
- Agaguk – A farkas árnyéka (1992)
- A tökéletes sztori (1991)
- A terror csapdájában (1990)
- A vadnyugat fiai II. (1990)
- A pentagram (1990)
- Kétbalkezes bankrablók (1989)
- Renegátok (1989)
- A vadnyugat fiai (1988)
- Miami Vice (1987)
- Mutasd meg, ki vagy! (1987)
- La Bamba (1987)
- Harley (1985)